# 長谷川武
長谷川 武（はせがわ たけし、1984年8月1日 - ）は、岩手県稗貫郡石鳥谷町（現在の花巻市）出身の元男子バスケットボール選手である。ポジションはF/C。弟は川崎ブレイブサンダース所属の長谷川技。竹内世代のひとり。プレー時の視野が広く、パスの名手との評価がある。

## 来歴
花巻市立石鳥谷中学校、黒沢尻工業高、拓殖大学を経て、2007年にJBLのオーエスジーフェニックス東三河（現三遠ネオフェニックス）に加入。
2008年、千葉ピアスアローバジャーズ（現千葉ジェッツふなばしネクスト）に移籍。
2010年、関東実業団の大塚商会（現越谷アルファーズ）に移籍。
2012-13シーズン、大塚商会がJBL2に加盟。
2013年、3x3男子日本代表に選出され、第1回FIBAアジア3x3選手権（カタール・ドーハで開催）に出場した。
2013-14シーズンからJBL2の後継リーグ、NBDLでプレーした。
2016-17シーズンからはB3リーグに所属。同シーズンと翌2017-18シーズンと2シーズン連続でB3リーグアシスト数ランキングでリーグ2位となった。
2018-19シーズンに越谷アルファーズにチーム名変更。同シーズン、越谷のB2リーグ昇格に貢献した。
B2リーグでプレーした2019-20シーズン限りで越谷を退団。
2020年9月、愛媛オレンジバイキングスと短期契約（コロナ禍における特別ルール）を締結して入団。11月9日をもって契約満了。
2021年10月25日、自身のインスタグラムにて現役引退を発表。

## 経歴
- 黒沢尻工業高 - 拓殖大学- オーエスジーフェニックス東三河（2007年〜2008年） - 千葉（2008年〜2010年） - 大塚商会・越谷（2010年〜2020年） - 愛媛（2020年）